# Кабесу-де-Виде
Кабесу-де-Виде (порт. Cabeço de Vide)  —  район (фрегезия) в Португалии,  входит в округ Порталегре. Является составной частью муниципалитета  Фронтейра. По старому административному делению входил в провинцию Алту-Алентежу. Входит в экономико-статистический  субрегион Алту-Алентежу, который входит в Алентежу. Население составляет 1133 человека на 2001 год. Занимает площадь 65,70 км².
Покровителем района считается Дева Мария (порт. Nossa Senhora da Luz). 